# Lotus Mk9

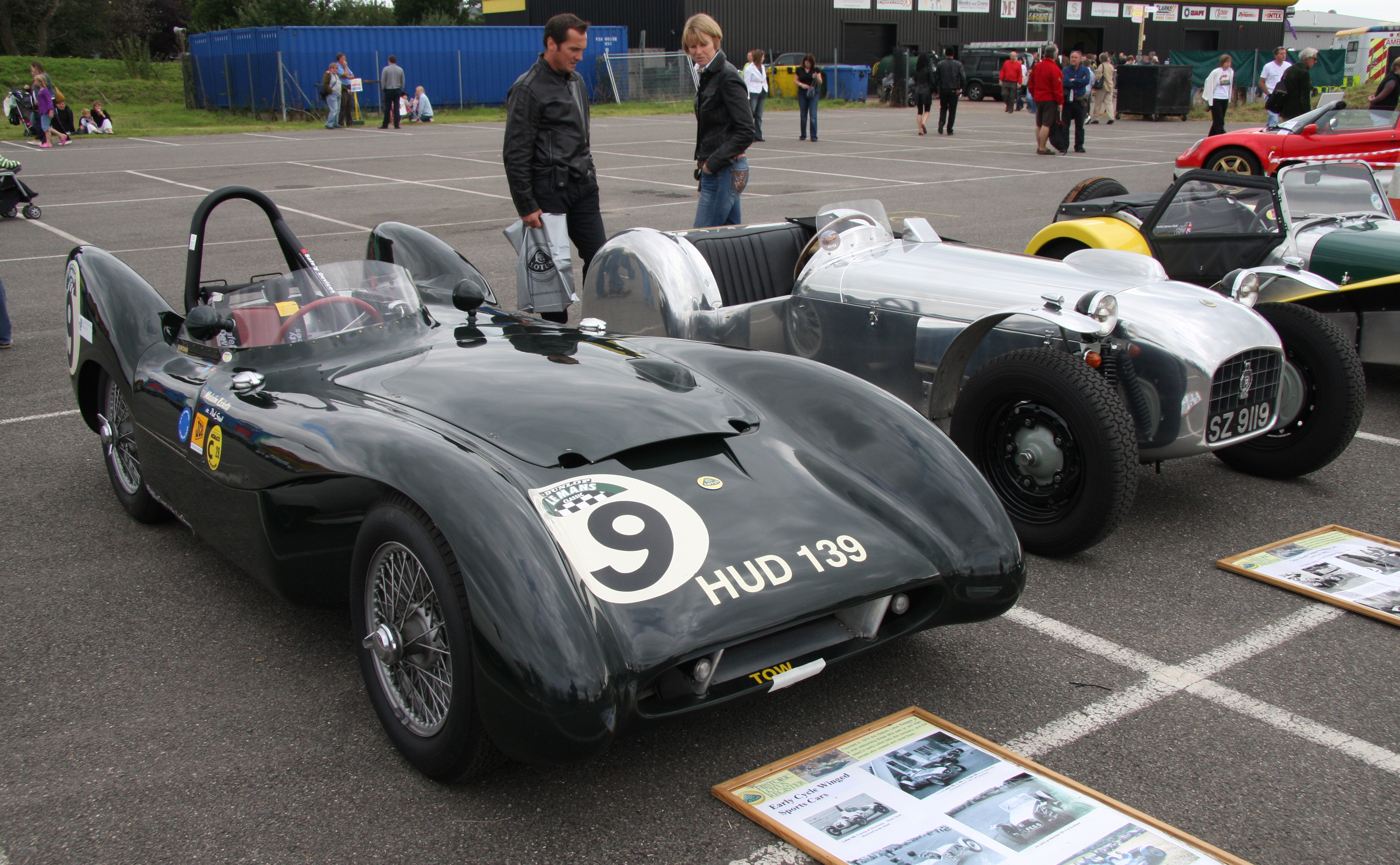
Lotus MK9 (links)

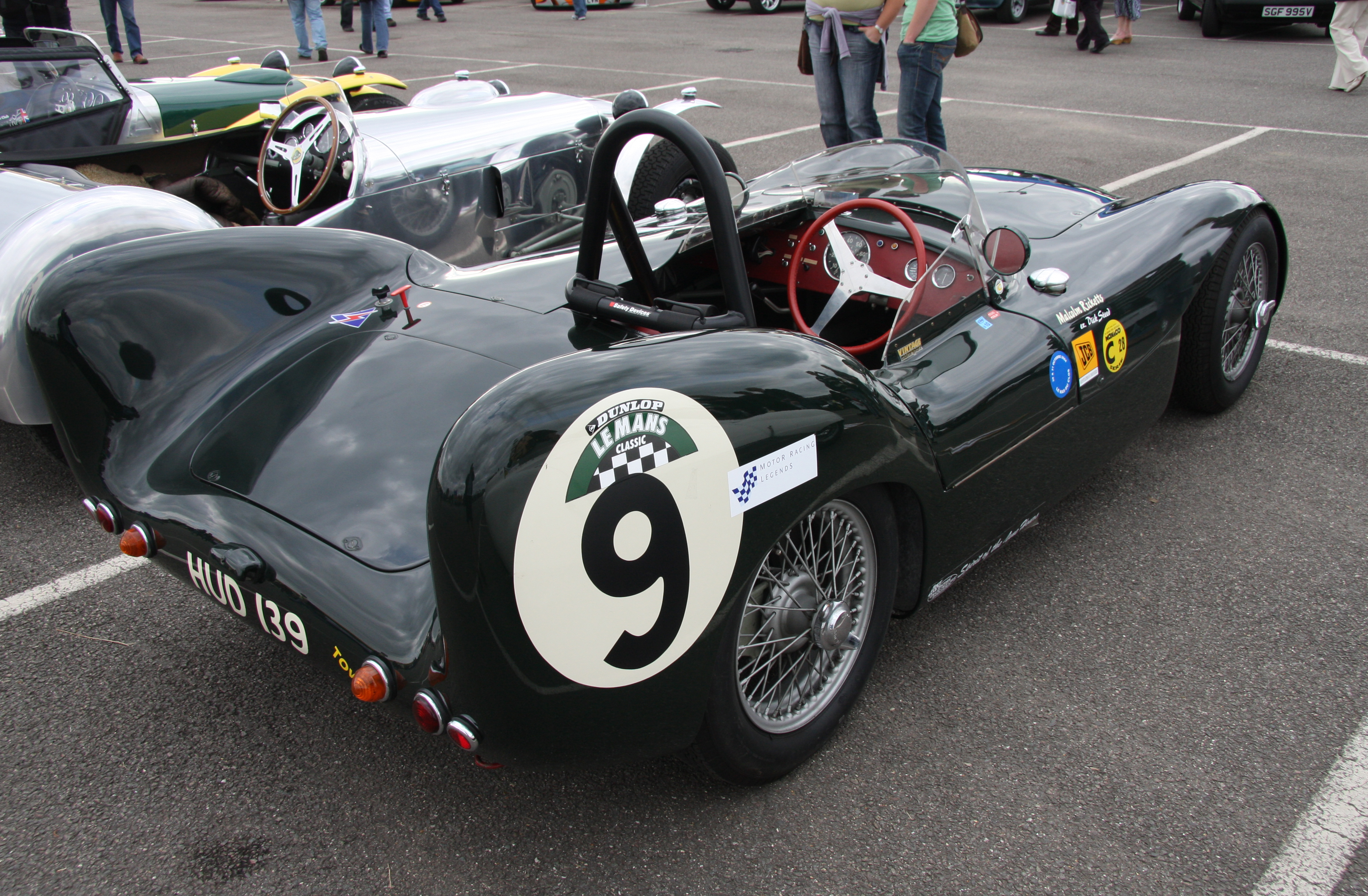
Heck des MK9

Der Lotus Mk9, auch Lotus Mark IX, oder Lotus MK9 war ein Sportwagen, der 1954 bei Lotus Cars gebaut wurde.

## Entwicklungsgeschichte
Im Winter 1954/1955 begann Colin Chapman mit der Entwicklung eines neuen kleinen Rennwagens für Sportwagenrennen. Der Mk9 war die konsequente Weiterentwicklung des Mk8, der 1953 vorgestellt wurde. Mit der Konstruktionsarbeit war erneut Frank Costin betraut, der bei Lotus die Gitterrohrrahmen für die Fahrgestelle bauen ließ. Die aerodynamischen Karosserien wurden bei Williams & Pritchard gefertigt. Ursprünglich wurde der Mk9 für die Aufnahme des 1,1-Liter-4-Zylinder-FWA-Climax-Reihenmotors konzipiert. Über die Jahre der Produktion kamen mit einem 1,5-Liter-MG, einem 1,5-Liter-Connaught- und einem 2-Liter-Bristol-Motor, auch andere Antriebskonzepte zum Einsatz. Der Rennwagentyp war bei Privatteams- und Fahrern beliebt, da die Technik grundsätzlich einfach war. Die Standardversionen hatten Trommelbremsen, nur bei den Werkswagen kamen Scheibenbremsen zum Einsatz. Der Mk9 war mit 30 gebauten Einheiten neben dem Lotus Seven, der zweite erfolgreich verkaufte Lotus-Rennwagen.

## Renneinsätze
Die Rennhistorie des Mk9 ist lang, obwohl das Werksteam den Typen nur 1955 einsetzte. Vermerkt sind 557 Rennstarts zwischen 1954 und 1968. Eingefahren wurden 67 Gesamt- und 40 Klassensiege. Insgesamt gab es 179 Platzierungen am Podium der ersten Drei. Den ersten Renneinsatz hatte das Rennwagenmodell bei einem nationalen Sportwagenrennen am Crystal Palace Circuit im September 1954. Lotus-Testfahrer Dick Steed bestritt das Rennen als Testfahrt und fiel früh nach einem technischen Defekt aus.
Den ersten Start in der Sportwagen-Weltmeisterschaft 1955 gab es beim 12-Stunden-Rennen von Sebring. Gemeldet waren keine Werkswagen, sondern drei an Privatteams ausgelieferte Fahrgestelle. Warren Smith und Partner Joe Sheppard konnte ihren Wagen nicht für den Rennsonntag qualifizieren, gingen aber illegal ins Rennen und wurden disqualifiziert. Ein weiterer Mk9, gefahren von Frank Miller und George Rabe, wurde wegen unerlaubtem Nachtankens ebenfalls disqualifiziert. Auch der Wagen von Norman Scott und Robert Samuelson kann nach einem Unfall nach 109 gefahrenen Runden nicht ins Ziel.
Die Werksmannschaft ging mit dem Mk9 erstmals im April 1954 beim Osterrennen in Goodwood an den Start; am Steuer saß Colin Chapman selbst. Den ersten Sieg mit diesem Wagentyp feierte Mike MacDowel bei einem Clubrennen auf einem Straßenkurs bei Ibsley in der Nähe von Bournemouth. Für das Werksteam folgte bald danach ebenfalls der erste Sieg; Colin Chapman blieb bei einem Rennen in Snetterton erfolgreich.
Nach anfänglichem Widerstand der Offiziellen des Automobile Club de l’Ouest, akzeptierten diese schlussendlich die Meldung zum 24-Stunden-Rennen von Le Mans 1955. Der Auftritt am Circuit des 24 Heures endete mit einer Verstimmung zwischen Chapman und dem ACO. Der Grund war die Disqualifikation, nachdem Ron Flockhart nach einem Ausflug in die Wiese einige Meter gegen die Fahrtrichtung gefahren war. Die Folge war eine jahrelange Zerrüttung der Beziehung die ihren Höhepunkt beim Eklat um die Lotus 23 beim 24-Stunden-Rennen von Le Mans 1962 hatte. Das Team Lotus ging mit dem Mk9 im Sommer 1955 bei einigen nationalen Sportwagenrennen an den Start, fiel mit zwei Werkswagen beim 9-Stunden-Rennen von Goodwood aus und beendete die RAC Tourist Trophy an der elften Stelle der Gesamtwertung.
Bis in die späten 1950er-Jahre wurden Mk9 von vielen Fahrern in Europa und in Nordamerika gefahren. Den letzten Rennsieg feierte John Headon 1960; den letzten Rennstart mit einem Mk9 hatte Geoffrey Crossley 1968.